# Moffenmeid

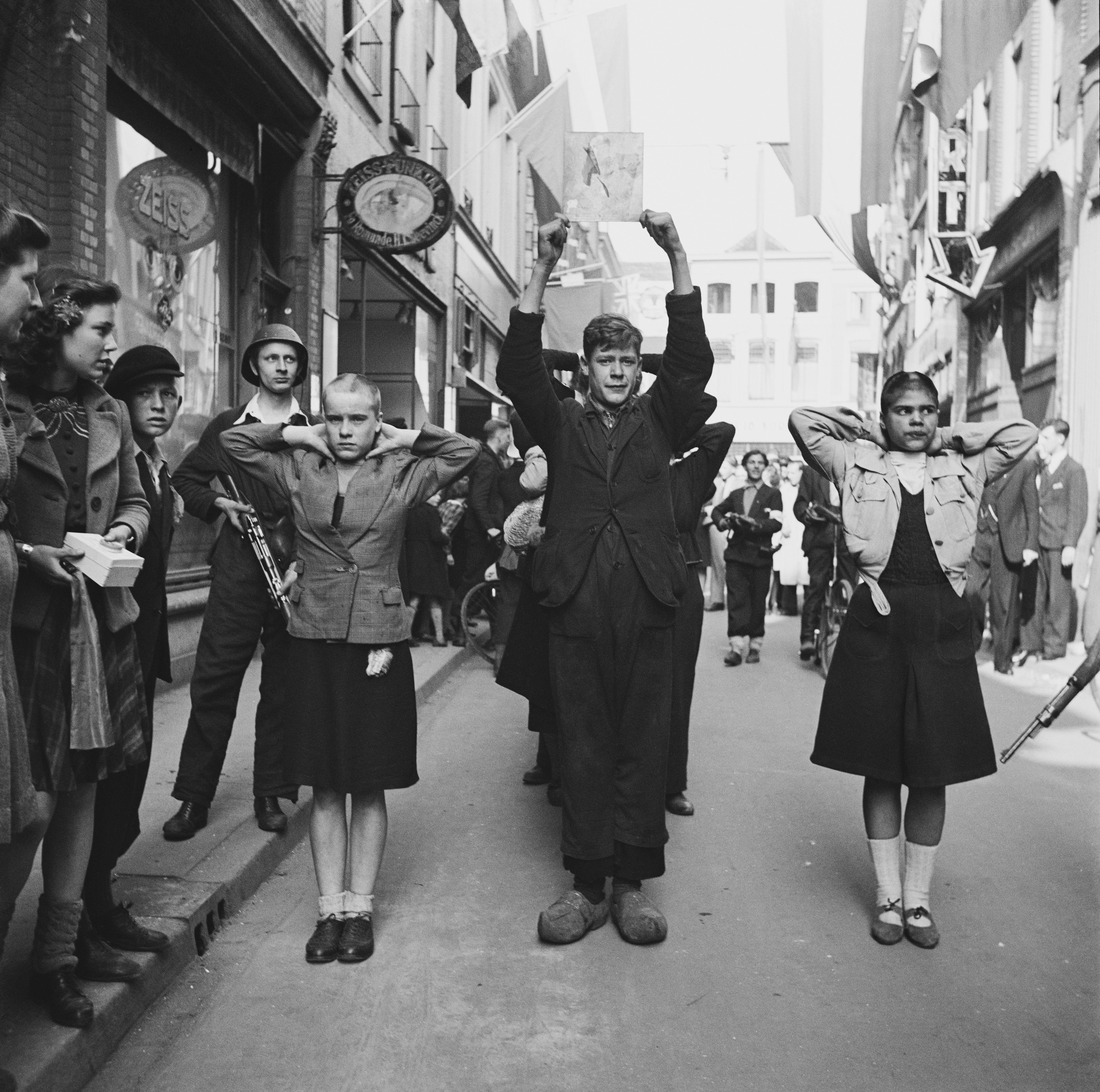
NSB'ers en kaalgeschoren "moffenmeiden" worden opgebracht door leden van de B.S. (Binnenlandse Strijdkrachten).

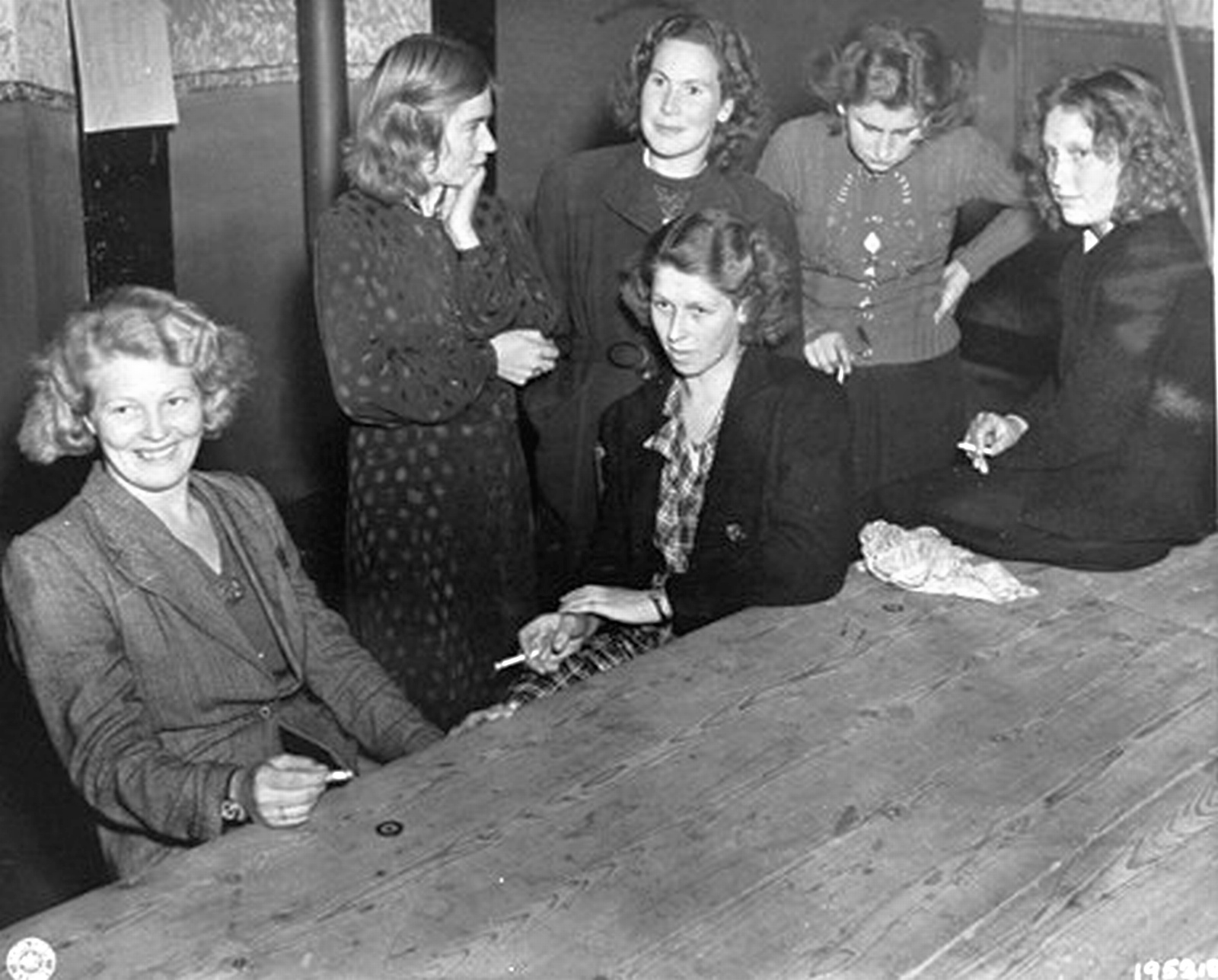
Nederlandse vrouwen die een relatie onderhielden met een Duitser, door het verzet gearresteerd, wachten op 18 september 1944 in Grave op het publiekelijk kaalscheren

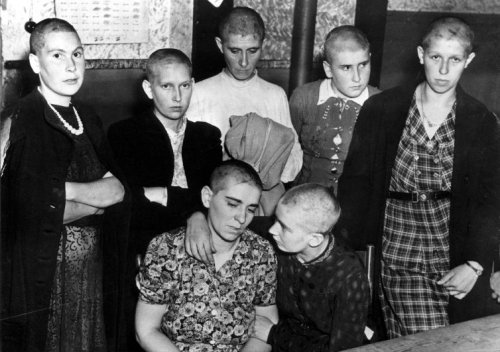
Deels dezelfde vrouwen na het kaalscheren

Moffenmeid of moffenhoer is een aanduiding voor vrouwen die tijdens de bezetting van Nederland in de Tweede Wereldoorlog een relatie hadden met een Duitse militair. Het woord mof is een scheldwoord voor Duitser. De vrouwen in kwestie waren soms pro-Duits of prostituee, maar vaker betrof het vrouwen die toevallig een Duitse man leuk vonden. In sommige gevallen was er ook sprake van dwang door de Duitse man.
Na de bevrijding werd van duizenden vrouwen waarvan men - ook wel ten onrechte - dacht dat ze 'moffenmeiden' waren geweest, zonder enige vorm van gerechtelijk onderzoek of proces publiekelijk het hoofd kaalgeschoren of het haar afgeknipt. In de interneringskampen voor mensen die verdacht werden van collaboratie, werden met name de vrouwen die ervan werden beschuldigd met de bezetters te hebben geheuld stelselmatig mishandeld en vernederd. 

## Relaties tussen Nederlandse vrouwen en Duitse soldaten tijdens de bezetting
Het is niet precies bekend hoeveel vrouwen tijdens de bezetting een relatie hadden met een Duitser. Naar schatting waren het er zo'n 140.000. Tijdens de bezetting ontstond er een negatief beeld van deze vrouwen. Men ging ervan uit dat ze vooral uit waren op zelfverrijking, dat ze met de ene soldaat na de andere zouden gaan of dat ze NSB-sympathieën hadden.
Uit zulke relaties zijn 13.000 tot 15.000 kinderen geboren. Vanaf de zomer van 1942 konden vrouwen die een kind verwachtten van een Duitse soldaat voor ondersteuning en hulp terecht bij de NationalSozialistische Volkswohlfahrt (NSV), die in Amsterdam en Rotterdam hiervoor speciale kraamklinieken had. Ook huwelijken tussen Nederlandse vrouwen en Duitse soldaten kwamen voor. Minderjarige Nederlandse vrouwen konden tijdens de bezetting zonder toestemming van hun ouders in het huwelijk treden met een Duitse man. Van medio ’42 tot medio '43 dienden 1600 Duitse soldaten een verzoek in bij de legerleiding om met een Nederlandse te mogen trouwen.
Uit onderzoek na de oorlog komt het beeld naar voren dat de meeste relaties tussen Nederlandse vrouwen en Duitsers ontstonden in de periode 1940-1943. Vanaf 1943 werd de situatie in Nederland grimmiger en ging de Duitse bezettingsmacht zich gewelddadiger gedragen.

## Volksgericht
Al tijdens de bezetting maakten het verzet en andere burgers lijsten met namen van vrouwen die ervan werden verdacht een relatie te hebben (gehad) met een Duitser. 
Direct na de bevrijding werden duizenden vrouwen zonder vooronderzoek of proces opgepakt door gewone burgers, de Ordedienst of de Binnenlandse Strijdkrachten. Men bracht hen naar een centrale plaats in hun stad of dorp, de kleding werd vaak aan stukken gescheurd, ze werden bespuugd en met vuil beworpen en in het openbaar kaalgeschoren, beschilderd met hakenkruizen en soms met pek ingesmeerd. Onder hen waren ook vrouwen die betrekkingen met Duitsers hadden aangeknoopt om inlichtingen te verzamelen of als dekmantel voor illegaal werk. Anderen waren slachtoffer van een jaloerse ex-partner of rancuneuze buren die valse geruchten hadden verspreid. Ook waren er vrouwen door een Duitse man gedwongen tot seks.
Dit proces kan worden gezien als een vorm van volksgericht, waarbij mensen die tegen de heersende moraal (zouden hebben) hebben gezondigd zonder enige vorm van juridisch proces in het openbaar door burgers worden vernederd. Het kwam in het hele land voor, vooral met vrouwen en meisjes uit de lagere sociale klassen.  Sommige vrouwen die op deze manier waren bestraft maakten daarna een eind aan hun leven, onder wie ook onschuldigen. In een aantal gevallen werd als eerherstel via advertenties in kranten later toegegeven dat men ten onrechte een vrouw had kaalgeschoren of mishandeld.

## Interneringskampen
In 1948 is onderzoek gedaan naar misstanden in de kampen waar mensen die van collaboratie verdacht werden direct na de oorlog waren geïnterneerd. Ze waren in vele gevallen niet gearresteerd door de reguliere politie of op bevel van de autoriteiten, maar opgepakt door het verzet. Daaruit bleek dat met name vrouwen die ervan werden beschuldigd met de bezetters te hebben geheuld in deze kampen stelselmatig werden mishandeld, vernederd en verkracht. Dit kwam decennia later onder de aandacht toen het Nationaal Archief in 2023 voor het eerst het hele onderzoeksdossier openbaar kon maken.

## Na de oorlog
Het negatieve beeld dat tijdens de bezetting van de vrouwen bestond werd na de oorlog impliciet overgenomen door historici; zij introduceerden de term seksuele collaboratie voor het fenomeen dat Nederlandse vrouwen een relatie hadden met een Duitser. In Nederland en in andere bezette landen is er in de jaren negentig uitgebreider onderzoek gedaan naar deze vrouwen en hun ervaringen. Hieruit bleek dat een groot deel van de vrouwen nauwelijks had stilgestaan bij het feit dat een relatie met een Duitse militair tijdens de bezetting mogelijk een probleem zou kunnen zijn. Zij waren gewoon een leuke man tegengekomen. Van politieke motivatie of opportunisme was vaak geen sprake, wel van naïviteit.
In oktober 2018 drong de Werkgoep Herkenning, een organisatie die steun biedt aan familieleden van mensen die tijdens de bezetting aan de kant van de Duitsers stonden, er bij de Nederlandse regering op aan excuses aan te bieden aan 'moffenmeiden' die na de bevrijding waren mishandeld. Eerder had de Noorse premier Erna Solberg al haar excuses aangeboden voor de vergelijkbare behandeling van vrouwen in Noorwegen.

## Wetenswaardigheden
Behalve moffenmeiden werden ook andere benamingen gebruikt zoals ‘Lustmädchen’ en ‘Hunnebedden’. In Denemarken werden vrouwen die tijdens de bezetting een relatie hadden met een Duitser tyskespiger of feltmadras genoemd, en in Frankrijk femmes tondues of tontes.
Een enigszins vergelijkbare, maar politiek en geografisch juist "omgekeerde" situatie deed zich in Duitsland voor met meisjes en vrouwen, die tijdens het naziregime intiem zouden zijn omgegaan met "niet-Ariërs", zoals Poolse krijgsgevangenen en dwangarbeiders, en tot ver na 1945 hiervan nog de gevolgen moesten voelen. Zie onder: Rassenschande